# بروتين مرتبط بالحمض النووي الريبوزي منقوص الأكسجين

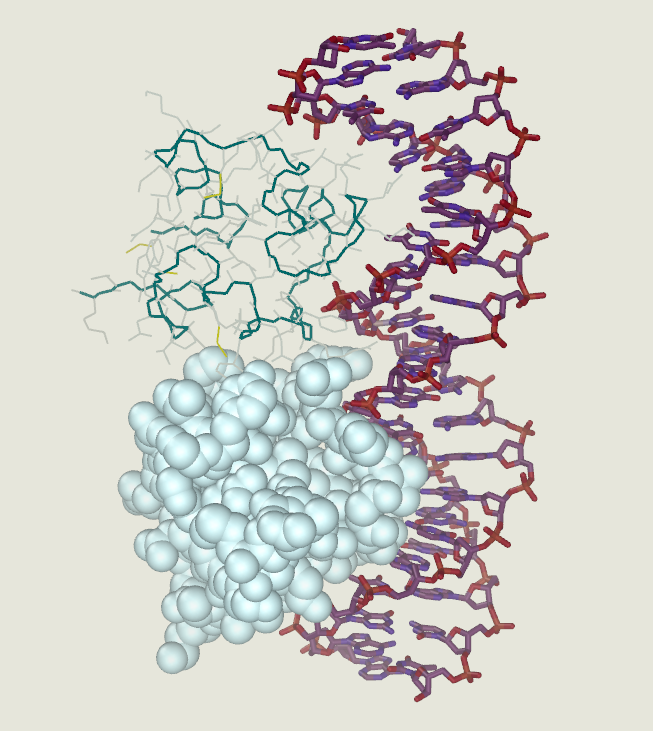
مركب بروتين Cro مع الحمض النووي الريبوزي منقوص الأكسجين

البروتينات المرتبطة بالحمض النووي الريبوزي منقوص الأكسجين أو البروتينات المرتبطة بالدنا (بالإنجليزية: DNA-binding proteins)‏ هي بروتينات تتكون مِن نطاقات مرتبطة بالحمض النووي الريبوزي منقوص الأكسجين، وبالتالي تمتلك تقارب خاص أو عام مع سلسلة الحمض النووي الريبوزي منقوص الأكسجين المُفردة أو المزدوجة. بشكلٍ عام تتفاعل البروتينات المرتبطة بالحمض النووي الريبوزي منقوص الأكسجين خاصة السلسلة مع التلم الرئيسي للحمض النووي منقوص الأكسجين ب؛ وذلك بسبب إظهارها مجموعاتٍ وظيفية كثيرة تُحدد زوج القاعدة. على الرغم من ذلك، يوجد هُناك ربيطات مرتبطة بالحمض النووي الريبوزي منقوص الأكسجين في التلم الفرعي مثل نيتروبسين وديستاميسين وهوكست 33258 وبينتاميدين ودابي وغيرها.

## روابط خارجية
- DNA-Binding+Proteins في المكتبة الوطنية الأمريكية للطب نظام فهرسة المواضيع الطبية (MeSH).